# Godovik
Godovik (em cirílico: Годовик) é uma vila da Sérvia localizada no município de Požega, pertencente ao distrito de Zlatibor, na região de Stari Vlah. A sua população era de 233 habitantes segundo o censo de 2011.

## Demografia
| 1948 | 1953 | 1961 | 1971 | 1981 | 1991 | 2002 | 2011 |
| ---- | ---- | ---- | ---- | ---- | ---- | ---- | ---- |
| 655  | 644  | 576  | 471  | 436  | 326  | 289  | 233  |